# Florida (distrito)
Florida é um distrito peruano localizado na Província de Bongará, departamento Amazonas. Sua capital é a cidade de Florida.

## Transporte
O distrito de Florida é servido pela seguinte rodovia:
- AM-106, que liga o distrito à cidade de Molinopampa
- PE-5N, que liga o distrito de Chanchamayo (Região de Junín) à Ponte Integración (Fronteira Equador-Peru) - e a rodovia equatoriana E682 - no distrito de Namballe (Região de Cajamarca) [2][3][4]